# Тютюгін Володимир Ілліч
Тютюгін Володимир Ілліч (нар. 14 жовтня 1947, м. Бугульма) — в.о. завідувача кафедри кримінального права № 1 Національного університету «Юридична академія України імені Ярослава Мудрого». Науковий консультант Комітету Верховної Ради України з питань законодавчого забезпечення правоохоронної діяльності. Член Науково — консультативної ради при Верховному Суді України. Член Науково — консультативної ради Вищого спеціалізованого суду України з розгляду цивільних і кримінальних справ.

## Біографія
Народився 14 жовтня 1947 року в місті Бугульма Татарської АРСР в сім'ї службовців.

## Освіта
Закінчив Харківський юридичний інститут (1971).
У 1975 р. захистив кандидатську дисертацію «Позбавлення права обіймати певні посади чи займатися певною діяльністю як вид покарання за радянським кримінальним правом».

## Діяльність
- 1971–1974 рр. — Аспірант кафедри кримінального права Харківського юридичного інституту. Науковий керівник Бажанов Марко Ігорович.
- 1974–1976 рр. — Асистент кафедри кримінального права Харківського юридичного інституту.
- 1976–1978 рр. — Старший викладач кафедри кримінального права Харківського юридичного інституту.
- 1978–2007 рр. — Доцент кафедри кримінального права Харківського юридичного інституту.
- З 2007 р. — Професор кафедри кримінального права Національного університету «Юридична академія України імені Ярослава Мудрого».
- Член Харківської обласної колегії адвокатів[3].
- 29.07.2022 — став фігурантом ДТП в результаті якої померла жінка[4].

## Наукова діяльність
В. І. Тютюгін опублікував понад 100 наукових робіт, включаючи навчальні посібники, 4 монографії, 2 з яких у співавторстві. Є членом авторського колективу 6-ти видань підручників з кримінального права України (як Загальної, так і Особливої частин), 5-ти видань науково — практичних коментарів Кримінального кодексу України 2001 р., упорядник 4-х збірників матеріалів судової практики з кримінальних справ (2007–2012). Головними напрямками наукових досліджень професора В. І. Тютюгіна є проблеми поняття та системи покарань, призначення покарання, звільнення від покарання та його відбування, погашення та зняття судимості. В останні роки наукові дослідження В. І. Тютюгіна також зосереджені на дослідженнях проблем кримінальної відповідальності за злочини в сфері службової діяльності, злочини проти правосуддя, і інших питань кримінально-правової науки та практики застосування закону.

## Основні роботи
- Тютюгин, В. И. Условно-досрочное освобождение от наказания / В. И. Тютюгин. — Х. : Юрид. ин-т, 1981. − 68 с.
- Тютюгин, В. И. Лишение права занимать определенные должности как вид наказания по советскому уголовному праву / В. И. Тютюгин. − Х. : Вища шк. Изд-во при Харьк. ун-те, 1982. − 145 с.• Тютюгін, В. І.
- Призначення покарань при вчіненні кількох злочінів та за кількома ВІРОК : курс лекцій / В. І. Тютюгін. — Х. : УЮА, 1992. — 24 с.
- Тютюгін, В. І. Призначення більш м'якого покарань чем передбача законом : курс лекцій / В. І. Тютюгін. — Х. : УЮА, 1993. — 19 с.
- Тютюгін В. І. Множінність злочінів: Поняття, види, призначення покарань : монографія / І. О. Зінченко, В. І. Тютюгін. — Х. : ФІНН, 2008. — 336 с.
- Тютюгін В. І. Одиничні злочини: Поняття, види, кваліфікація : монографія / І. О. Зінченко, В. І. Тютюгін. — Х. : ФІНН, 2010. — 256 с.
- Злочини проти Правосуддя : навч. посіб. / За заг. ред. : В. І. Борисова, В. І. Тютюгіна ; Національний університет «Юридична академія України ім. Я. Мудрого». — Х. : Право, 2011. — 160 с.

## Нагороди та премії
- Почесна грамота Верховної Ради України (2004)
- Подяка Голови Харківської обласної державної адміністрації (2008)[5]
- Лауреат премії імені Ярослава Мудрого в номінації «За видатні заслуги у сфері підготовки юридичних кадрів» (2012)[6]
- Грамота Конституційного Суду України «за вагомий особистий внесок у розвиток кримінального права, багаторічну сумлінну працю, плідну співпрацю з Конституційним Судом України» (2012)
- Заслужений юрист України (2014) [7]
- лауреат XVI обласного конкурсу «Вища школа Харківщини − найкращі імена» (2014)